# Bundesstraße 263
Die Bundesstraße 263 (Abkürzung: B 263) ist eine deutsche Bundesstraße in Hessen. Ursprünglich verband sie in Wiesbaden als „Mainzer Straße“ den 1. Ring (B 54) mit dem Beginn der A 671.
Mit Wirkung vom 31. Dezember 2014 wurden weite Teile (ca. 1,5 km) der B 263 zur Kreisstraße 650 herabgestuft. Nur die 700 Meter lange nördliche Verlängerung der A 671 bis zur Anschlussstelle Mainzer Straße der A 66 ist als B 263 verblieben.

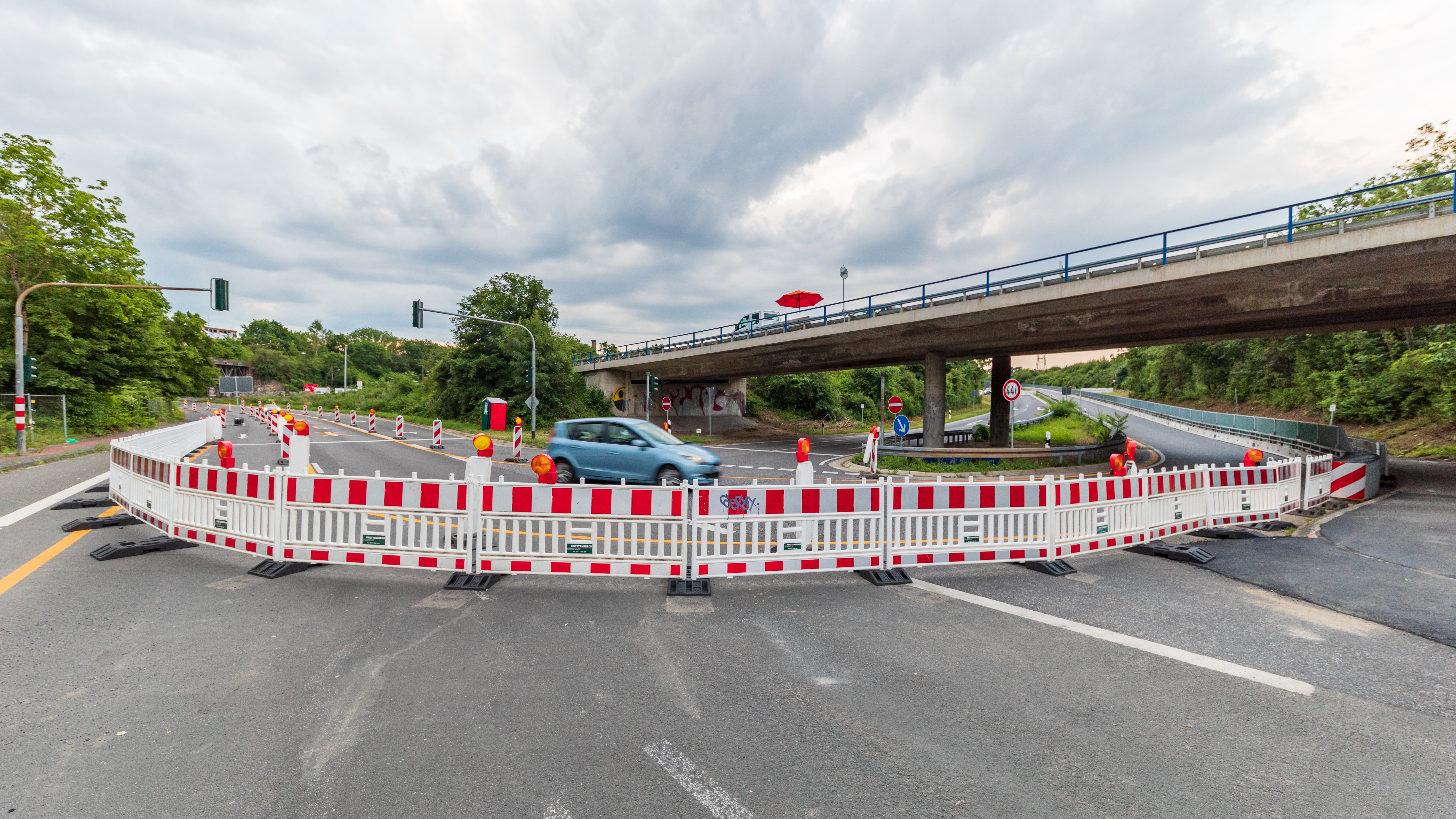
Umleitung und Umfahrung der gesperrten Salzbachtalbrücke mit einem Bypass über die BAB 66, auch für den Bus- und Radverkehr (Foto am 3. Juli 2021)

Am 18. Juni 2021 wurde die B 263 an der Anschlussstelle Mainzer Straße wegen der akuten Einsturzgefahr der Salzbachtalbrücke gesperrt. Die B 263 endete in Richtung A 671 an der Einmündung Spelzmühlenweg; in Richtung Wiesbaden an der Anschlussstelle Mainzer Straße an der Überleitung zur A 66 in Richtung Frankfurt am Main. Nachdem die Brücke im November gesprengt wurde, ist die darunterliegenden Bundesstraße seit dem 16. Dezember 2021 für den Verkehr wieder ohne Einschränkungen freigegeben.